# HMS A8
HMS A8 je bila ena prvih podmornica Kraljeve vojne mornarice.
Bila je del skupine 2 razreda podmornic A, ki so se razlikovale od vodilne ladje, HMS A1. 
Bila je zgrajena v Vickersu, Barrow-in-Furness.
8. maja 1905 je doživela eksplozijo na krovu, medtem ko je bila na površju, toda vseeno je bila celotna posadka izgubljena.
Uspeli so jo izvleči in popravili; med prvo svetovno vojno so jo uporabljali za šolske namene.
Oktobra 1920 je bila razrezana v Dartmouthu.